# Thomas Lubanga
Thomas Lubanga Dyilo (* 29. Dezember 1960 in Jiba, Distrikt Ituri, Provinz Orientale in Kongo-Léopoldville) ist der Gründer und ehemalige Führer der Union des Patriotes Congolais (UPC), einer im Nordosten der Demokratischen Republik Kongo aktiven bewaffneten Miliz. Lubanga ist die erste Person, gegen die ein Strafverfahren vor dem Internationalen Strafgerichtshofs (IStGH) in Den Haag rechtskräftig abgeschlossen wurde. Wegen des Kriegsverbrechens der Rekrutierung und des Einsatzes von Kindersoldaten im Zuge des zweiten Kongokrieges wurde Lubanga zu 14 Jahren Freiheitsstrafe verurteilt.

## Jugend und Familie
Lubanga gehört zum Volk der Hema, er studierte an der Universität Kisangani und hat einen Abschluss in Psychologie. Er ist verheiratet und hat sieben Kinder.

## Union des Patriotes Congolais (UPC)
Während des zweiten Kongokrieges von August 1998 bis Juli 2003 war Lubanga Kommandeur in der mit Uganda verbündeten Mouvement de Libération. Im Jahr 2000 gründete er mit ugandischer Unterstützung die Union des Patriotes Congolais und beteiligte sich mit dieser vorwiegend aus Angehörigen der Volksgruppe der Hema bestehenden bewaffneten Miliz am Ituri-Konflikt gegen die rivalisierende ethnische Gruppe der Lendu. Im Jahr 2002 wurde während der Eroberung der Stadt Bunia durch die UPC eine große Zahl von Zivilisten getötet. In den folgenden Jahren kam es immer wieder zu Vorwürfen gegen die UPC hinsichtlich einer Beteiligung an umfangreichen Mordaktionen, Folterungen und Vergewaltigung von Zivilpersonen sowie der erzwungenen Verpflichtung von Kindersoldaten.

## Verhaftung und Prozess

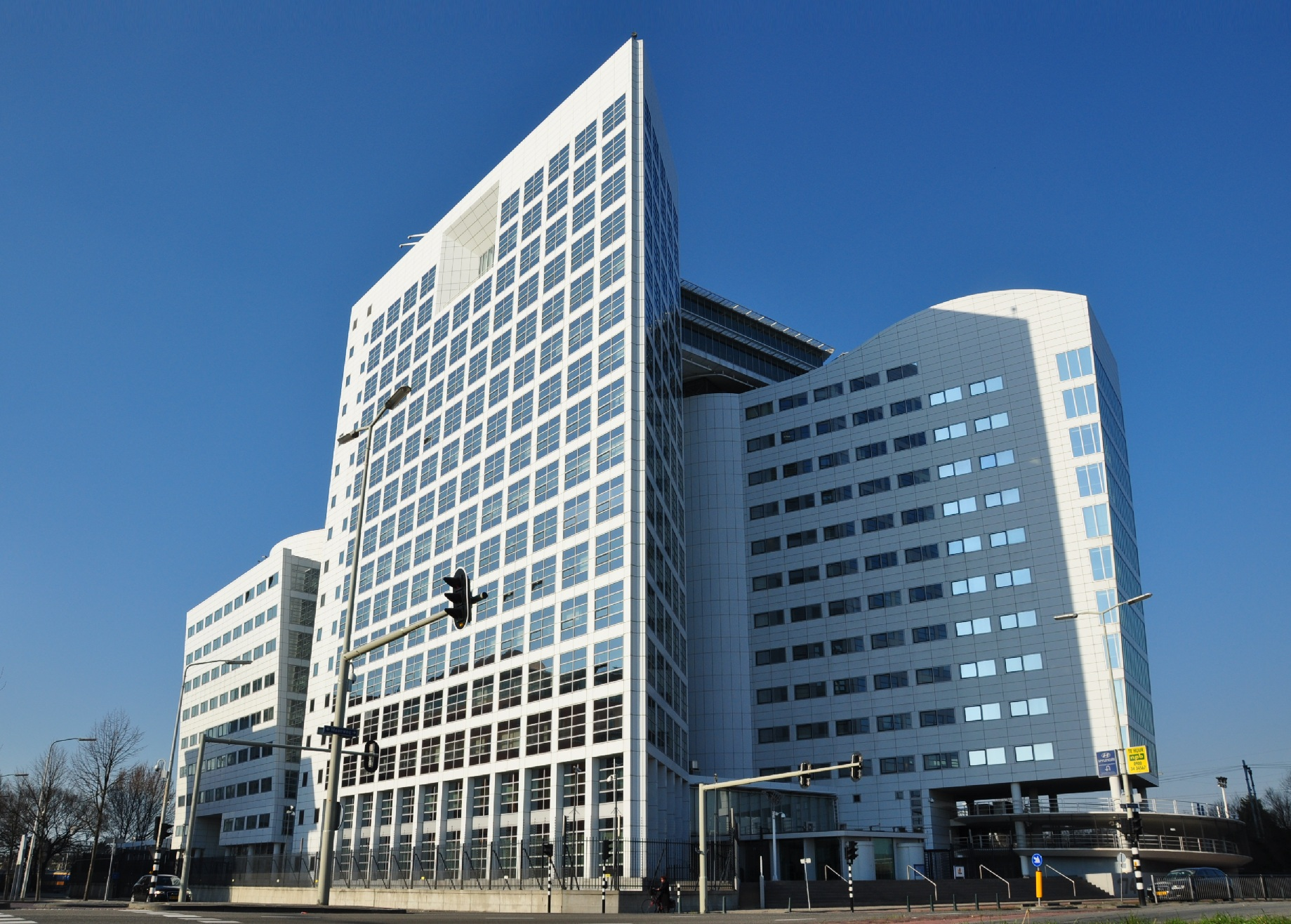
Das ehemalige Gebäude des Internationalen Strafgerichtshofes in Den Haag

Nach der Ermordung von neun Blauhelm-Soldaten der MONUC-Friedenstruppen im März 2005 wurde Lubanga zusammen mit anderen ranghohen Milizführern am 19. März 2005 durch die kongolesischen Behörden verhaftet und in Kinshasa inhaftiert. Es war jedoch zunächst nicht geklärt, ob er vor dem Internationalen Strafgerichtshof oder vor einem nationalen Gericht angeklagt werden würde. Die Demokratische Republik Kongo ist seit April 2002 Vertragspartei des Rom-Statutes des IStGH und hatte den Gerichtshof bereits am 3. März 2004 um eine Untersuchung der Situation im Osten des Landes gebeten.
Am 10. Februar 2006 erging von Seiten des IStGH Haftbefehl gegen Lubanga wegen des Verdachts der Kriegsverbrechen, der Rekrutierung und Verpflichtung von Kindern unter 15 Jahren für militärische Zwecke sowie des Einsatzes von Kindern für die aktive Teilnahme an kriegerischen Auseinandersetzungen. Auf eine Anklage wegen möglicher weiterer Verbrechen verzichtete der Gerichtshof aufgrund der Beweislage. Lubanga wurde daraufhin am 17. März 2006 von den kongolesischen Behörden dem Internationalen Strafgerichtshof übergeben, nach Scheveningen in die United Nations Detention Unit überstellt und am 28. August 2006 vor diesem Gericht angeklagt. Damit war er der erste Verdächtige, der nach einem Haftbefehl des IStGH an diesen übergeben wurde, und auch der erste Angeklagte in der Geschichte des Gerichts. Der Prozess gegen Lubanga begann am 26. Januar 2009 nach Artikel 8 Absatz 2 des Rom-Statuts.
Nach der Weigerung der Anklagebehörde, die Identität eines Entlastungszeugen bekanntzugeben, wurde das Verfahren am 8. Juli 2010 durch die Vorverfahrenskammer zeitweise ausgesetzt. Lubanga verblieb nach einem entsprechenden Einspruch der Anklage gegen diese Entscheidung weiterhin in Haft. Am 14. März 2012 wurde er vom Gerichtshof schuldig gesprochen, die Strafbemessung erfolgte am 10. Juli 2012. Lubanga wurde zu 14 Jahren Freiheitsstrafe verurteilt. Am 1. Dezember 2014 wurde das Urteil von der Rechtsmittelkammer des Gerichtshofs bestätigt. Da der Internationale Strafgerichtshof selbst keine Gefängnisse für Verurteilte betreibt, wurde Lubanga im Dezember 2015 zur Verbüßung seiner Haftstrafe in die Demokratische Republik Kongo überstellt.

## Endgültiges Urteil im Juli 2019
„‚Terminator‘ des Kongo schuldig gesprochen: Lubanga wurde wegen Kriegsverbrechen im Kongo schuldig gesprochen. Dazu gehören Massaker, sexuelle Versklavung und der Einsatz von Kindersoldaten in den Jahren 2002 und 2003. In allen 18 Anklagepunkten sprachen die Richter ihn schuldig... Es ist das erste Urteil zum Einsatz von sexueller Gewalt als Kriegswaffe im Kongo. Die Höchststrafe beträgt lebenslange Haft. Der ehemalige Rebellenführer Thomas Lubanga war (bereits) von dem Gericht 2012 für Kriegsverbrechen im Kongo zu 14 Jahren verurteilt worden, für den Einsatz von Kindersoldaten.“